# دانیلو آگوئیار روخا
دانیلو آگوئیار روخا (به پرتغالی: Danilo Aguiar Rocha) مدافع اهل برزیل است که در شهر Alegre و در تاریخ ۱۳ فوریهٔ ۱۹۸۱ به دنیا آمده‌است.
دانیلو آگوئیار روخا در تیم‌های فوتبال Vitória سابقهٔ حضور دارد.